# Walter Friedlaender
Walter Ferdinand Friedlaender (* 10. März 1873 in Glogau; † 6. September 1966 in New York) war ein deutscher Kunsthistoriker. Er emigrierte 1933 in die USA und lehrte an der New York University.

## Leben und Werk
Walter Friedlaender wurde als Sohn von Sigismund Friedlaender und Anna Joachimsthal geboren. Da seine Eltern früh starben, zog er mit einer älteren Schwester nach Berlin. Er studierte Sanskrit an der Berliner Universität und wurde 1898 promoviert. Bei einem anschließenden Postdoktoranden-Stipendium am British Museum in London entdeckte er sein Interesse für die Kunstgeschichte. Nach seiner Rückkehr nach Berlin studierte er Kunstgeschichte an der Universität bei Heinrich Wölfflin. Von 1907 bis 1911 war er am Preußischen Historischen Institut in Rom tätig. 1912 veröffentlichte er eine Untersuchung zu den Fresken von Federico Barocci, 1914 erschien sein Buch über Nicolas Poussin. Im gleichen Jahr heiratete er Emma Cardin und wurde Privatdozent am Institut von Wilhelm Vöge an der Universität Freiburg. 1921 wurde er zum außerordentlichen Professor ernannt. Er lehrte dort, bis er 1933, bereits 60-jährig, auf Grundlage des Gesetzes zur Wiederherstellung des Berufsbeamtentums entlassen wurde. Wichtige Arbeiten über den  Manierismus erschienen 1925 und 1930, von der Bibliothek Warburg veröffentlicht. Unter seinen Studenten befanden sich auch Erwin Panofsky und Hanns Swarzenski, im Exil in New York Robert Goldwater.
Friedlaender emigrierte in die USA, wo er mit Hilfe Panofskys eine befristete Stelle an der University of Pennsylvania und schließlich 1935 eine feste Anstellung am Institute of Fine Arts der New York University fand. Hier lehrte und forschte er weiterhin über Poussin (Drawings of Nicolas Poussin, 3 Bände, 1939–55), den Manierismus in der Kunst (Mannerism and Anti-Mannerism in Italian Painting, 1957) und die Kunst des 16. und 17. Jahrhunderts (Caravaggio Studies, 1955). Seit 1939 war er Mitherausgeber des von der College Art Association herausgegebenen The Art Bulletin. 1961 wurde er korrespondierendes Mitglied der Heidelberger Akademie der Wissenschaften.

## Schriften (Auswahl)
- Drawings of Nicolas Poussin. 3 Bände, 1939–55.
- mit Anthony Blunt: Drawings of Nicolas Poussin. Catalogue Raisonne. Bd. 5 (Studies of the Warburg Institute), London 1974, ISBN 978-0-85481-048-2.
- David to Delacroix. Harvard University Press, Cambridge, Mass. 1952.
- Caravaggio Studies, 1955.
- Mannerism and Anti-Mannerism in Italian Painting (Interpretations in Art). Columbia University Press, New York 1957. Nachdruck 1990, ISBN 978-0-231-02024-4.
- Römische Barock-Brunnen. E. A. Seemann, Leipzig 1922 (Bibliothek der Kunstgeschichte 32)